# Giulio Cesare Casseri
Giulio Cesare Casseri  (né v. 1552 à Plaisance - mort le 8 mars 1616 à Padoue) est un médecin italien.

## Biographie
Né à Plaisance, d’une famille obscure, il vient à Padoue pour y chercher des moyens de subsistance, et est d’abord domestique de Girolamo Fabrizi d'Acquapendente, qui le forme, et le fait recevoir docteur en médecine et en chirurgie à l’Université de Padoue. Il est nommé, en 1609, par le Sénat de Venise, à la place de professeur en chirurgie de Fabrici, obligé de partir à cause de son grand âge. Il meurt à Padoue, le 8 mars 1616, âgé de 60 ans.

## Œuvres

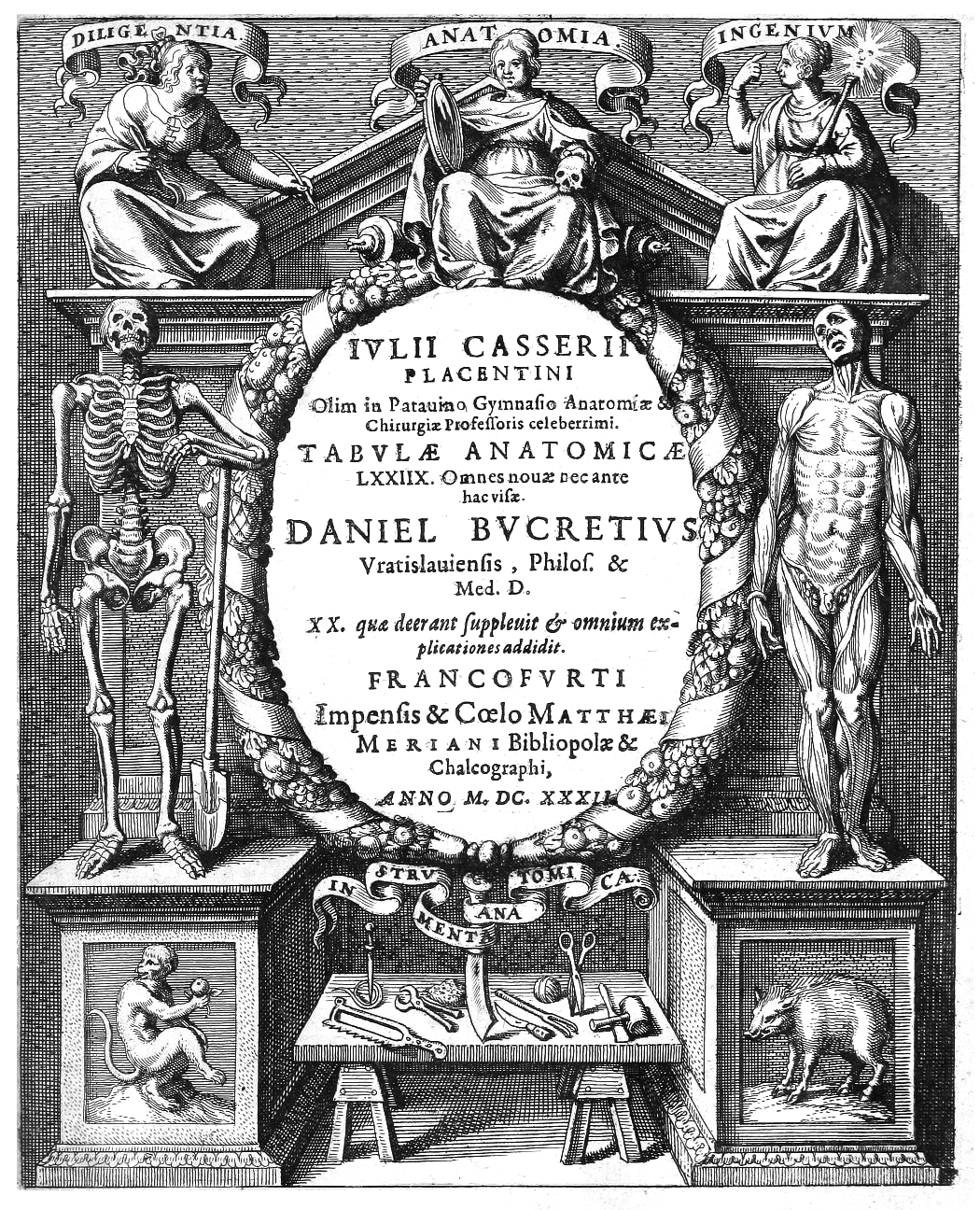
Tabulae anatomicae (1632).

- De Vocis auditusque Organis, historia anatomica, Ferrare et Venise, 1600, in-fol., avec 33 planches. Des deux traités dont cet ouvrage se compose, le premier, relatif aux organes de la voix, a été réimprimé seul à Ferrare, en 1604, in-fol. Outre la description exacte du larynx, on y trouve des détails sur l’opération de la bronchotomie, que l’auteur nomme laryngotomie. Le second traité offre la comparaison des organes de l’ouïe dans l’homme adulte, le fœtus humain et plusieurs animaux.
- Pentæstheseion, hoc est de quinque sensibus liber, organorum fabricam, actionem et usum continens, Venise, 1609, 1627, in-fol. ; Francfort, 1609, 1640, 1642, in-fol. ; ibid., 1652, in-4°. Il y en a aussi une édition de 1622, sous ce titre : Nova Anatomia, continens accuratam organorum sensilium, tam humanorum, quam animalium brutorum, et delineationem figuris æneis affabre depictis intuentium oculis subjectam, et descriptionem, Francfort, in-fol. Dans cet ouvrage, l’auteur traite, non-seulement de l’anatomie, mais de la physiologie des sens.
- Tabulæ anatomicæ 78 omnes novæ, nec antehac visæ, Venise, 1627, in-fol. ; Francfort, 1632 et 1656, in-4° ; Amsterdam, 1645, in-fol. ; en allemand, 1707, in-4°. Ces planches, qu’on a trouvées après la mort de l’auteur, dit Carrère, ont été publiées par Daniel Bucretius, qui en a joint quelques-unes de lui et y a ajouté des explications. Les os, les muscles, les nerfs, les viscères on font le sujet. Il y en a quelques-unes que l’auteur a prises ou imitées de Coiter d’Ingrassia, de Valverde, de Vesale, d’Eustachi, de Pineau, etc.
- Tabulæ de formalo fœtu, Amsterdam, 1645, in-fol. Ces planches sont assez estimées ; on n’y trouve pas cependant les parties qui appartiennent exclusivement au fœtus, comme le thymus, le canal artériel, le trou ovale. On doit à Casseri la découverte du muscle externe du marteau, situé à l’intérieur de l’oreille. Le muscle connu sous le nom de perforé de Casserius, et qui appartient au bras, avait déjà été décrit par Fallope. On trouve une notice sur la vie et les ouvrages de Casseri dans le Bibliographiæ anatomicæ Specimen de James Douglas, Londres, 1715, in-8° ; et Leyde, 1734, in-8°.